# Katholische Elternschaft Deutschlands
Die Katholische Elternschaft Deutschlands (KED) ist ein 1954 gegründeter Verband von römisch-katholischen Christen in Deutschland mit Sitz in Bonn und gemeinnütziger eingetragener Verein. Bundesvorsitzende des Verbandes ist (Stand 3/2024) Anne Embser. Die Mitglieder des Bundesverbandes sind die Diözesan- und Landesverbände der KED.

## Geschichte
Der Verband wurde am 31. Januar 1954 in Würzburg mit dem Namen Katholische Elternschaft Deutschlands gegründet. Maßgebliche Anstöße dafür gingen von den Bischöfen aus.
Seit 1984 ist der Bundesverband als eingetragener Verein konstituiert.
Sitz der Bundesgeschäftsstelle war zunächst Bonn. 1957 wurde die Bundesgeschäftsstelle der KED nach Köln und 1978 wieder in die damalige Bundeshauptstadt Bonn verlegt. Dort hat sie bis heute am Bonner Hofgarten ihren Sitz.

## Publikationen
Der Verband veröffentlicht seit 1967 regelmäßig die Verbandszeitschrift Elternforum. Die Zeitschrift informiert über aktuelle Bildungs- und Erziehungsfragen sowie über Elternarbeit in Schule und Kindergarten, gibt Anregungen, wie man als Eltern vor Ort nachfragen oder etwas Neues in die Wege leiten kann und enthält Informationen über die schulbegleitende Arbeit der Eltern und informiert über das Verbandsgeschehen. Die Zeitschrift erscheint dreimal im Jahr mit unterschiedlichen Themenschwerpunkten. Die Publikation kann bei der Bundesgeschäftsstelle abonniert werden.

## Ämter

### Präsidenten / Bundesvorsitzende
(Quelle: )
- 1954–1959 Richard Gatzweiler, Köln
- 1960–1966 Maria Monika Fürstin von Waldburg zu Zeil und Trauchburg, Prinzessin zu Löwenstein-Wertheim-Rosenberg, Neutrauchburg
- 1966–1971 Franz Pöggeler, Aachen
- 1971–1973 Wilhelm Kabus, Berlin

00000000000 Hubert Nickl, München

00000000000 Marianne Weber, Oldenburg
- 1973–1976 Konrad Kraemer, Bonn
- 1977–1987 Gabriele Gräfin Plettenberg, Mechernich
- 1987–1990 Hermann Hogeback, Essen
- 1990–1991 Doris Sennekamp, Bonn (kommissarisch)
- 1991–2005 Walter Eykmann, Würzburg
- 2006–2024 Marie-Theres Kastner, Warendorf
- 2024–0000 Anne Embser